# Xã Paint Creek, Quận Allamakee, Iowa
Xã Paint Creek (tiếng Anh: Paint Creek Township) là một xã thuộc quận Allamakee, tiểu bang Iowa, Hoa Kỳ. Năm 2010, dân số của xã này là 544 người.